# Kertesziomyia violascens
Kertesziomyia violascens är en tvåvingeart som först beskrevs av Kertesz 1913.  Kertesziomyia violascens ingår i släktet Kertesziomyia och familjen blomflugor.
Artens utbredningsområde är Taiwan. Inga underarter finns listade i Catalogue of Life.